# さいかつ農業協同組合
さいかつ農業協同組合（さいかつのうぎょうきょうどうくみあい）は、埼玉県三郷市に本店を置く農業協同組合。通称JAさいかつ。

## 概要
- 2001年（平成13年）4月 - 三郷市農協・八潮市農協・松伏町農協・埼玉吉川農協が合併し、JAさいかつが誕生。

- 管轄は、三郷市・八潮市・吉川市・松伏町。

## 支店
- 本店 - 埼玉県三郷市幸房101
- 彦成支店 - 埼玉県三郷市彦倉1-208-1
- 三郷支店 - 埼玉県三郷市幸房101
- 東和支店 - 埼玉県三郷市高州1-1
- 八潮八條支店 - 埼玉県八潮市鶴ヶ曽根1423-1
- 潮止支店 - 埼玉県八潮市南川崎823
- 松伏支店 - 埼玉県松伏町ゆめみ野東2-1-1
- 吉川支店 - 埼玉県吉川市保609-1
- 三輪野江支店 - 埼玉県吉川市中井2-47-1